# السياحة في دبي
السياحة في دبي هي جزء من استراتيجية حكومة دبي للحفاظ على تدفق النقد الأجنبي إلى الإمارات. ويستند جذب السياح إلى دبي بشكل رئيسي على التسوق، ولكن أيضًا على امتلاكها للعديد من معالم الجذب السياحي الحديثة مثل برج خليفة ودبي مول. حصلت دبي على المرتبة السابعة على مستوى العالم من حيث عدد السياح الدوليين الذين زاروا دبي وفقًا لEuro Monitor في عام 2018. كما حصلت دبي على لقب أفضل وجهة عالمية في جوائز اختيار المسافرين 2024 من موقع تريب أدفايزر أكبر منصة للسفر في العالم للعام الثالث على التوالي.

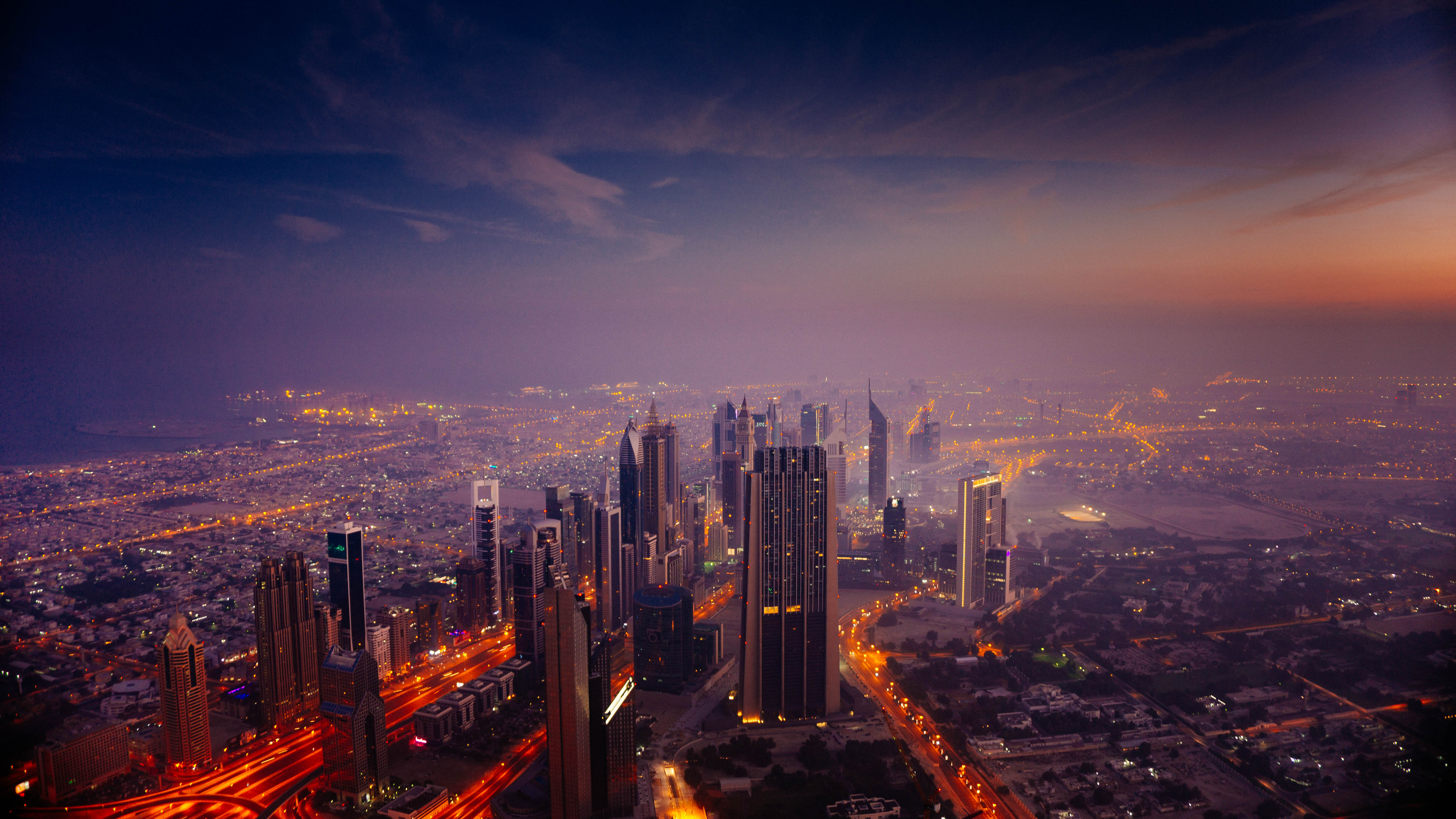
شروق الشمس في دبي

## تاريخ
بدأ اكتشاف النفط في عام 1966 مما بدأ عجلة تطوير دبي الحالية ، لكن الشيخ راشد بن سعيد آل مكتوم (الحاكم من 1958 حتى 1990) أدرك يومًا ما أن نفط دبي سينفد وبدأ ببناء اقتصاد يفوقها. يعكس اقتباس يُنسب عادة إلى الشيخ راشد قلقه من أن نفط دبي ، الذي تم اكتشافه في عام 1966 والذي بدأ الإنتاج في عام 1969 ، سينفد في غضون بضعة أجيال. وصرح الشيخ راشد: " جدي ركب جملاً، والدي ركب جملاً، أنا أقود سيارة مرسيدس، ابني يقود سيارة لاند روفر، ابنه سيقود سيارة لاند روفر، لكن ابنه سيركب الجمل". أدرك الشيخ راشد في وقت مبكر أنه بحاجة إلى تنويع اقتصاد إمارة دبي من خلال البناء على التاريخ التجاري للمدينة ، وبالتالي شرع في تأسيس دبي كمركز للتجارة والخدمات في المنطقة. بحلول عام 1979 ، نجح في إنشاء ميناء جبل علي ، والذي أصبح مركز الشحن المنطقي لدولة الإمارات العربية المتحدة بأكملها وأكبر ميناء من صنع الإنسان في العالم. كما قام بتحديث مطار دبي الدولي وبنى مركز دبي التجاري العالمي ، الذي كان آنذاك أطول مبنى في الشرق الأوسط . بحلول نهاية سبعينيات القرن الماضي ، تم تمهيد الطريق لتنويع اقتصاد دبي بعيدًا عن النفط إلى مجالات أخرى مثل السياحة.
في عام 1989 ، تم إنشاء مجلس دبي للترويج التجاري والسياحي للترويج لدبي كوجهة فاخرة للسوق الراقية وقطاعات الأعمال المؤثرة. في يناير 1997 ، تم استبدالها بوزارة السياحة والتسويق التجاري (DTCM).
في عام 2008 أطلق موسم صيف أبو ظبي في أبو ظبي بالإمارات العربية المتحدة ويتكرر سنويا في نفس الموعد في الصيف. و تمتد فعالياته من 26 يونيو حتى 18 أغسطس،لمدة 84 يوماً كما أن التذاكر مجانية بين الألعاب والملاهي، وكذلك المسابقات الثقافية والدورات التراثية، على امتداد سبع جزر افتراضية هي جزر الاستكشاف والخيال، والمغامرة والمرح، والإبداع والحركة، وجزيرة التراث والثقافة. كما يوفر «صيف أبوظبي» خصومات وعروضاً ترويجية وتخفيضات خلال فترة المهرجان.
كماتم إطلاق مفاجآت صيف دبي وهي مجموعة من الفعاليات التي تنظمها مؤسسة دبي للمهرجانات والتجزئة، وتضم العديد من الأنشطة والفعاليات بما في ذلك تجارب التسوق والمسابقات والجوائز وباقات الفنادق ومناطق الجذب السياحي وعروض المأكولات والمشروبات والحفلات الموسيقية وغيرها من العروض التي تبدأ في موعد محدد مع بداية الصيف في دبي وتنتهي بنهايته،
في مايو 2013 ، أطلقت حكومة دبي استراتيجية دبي للسياحة 2020 ، بهدف رئيسي هو جذب 20 مليون زائر سنويًا بحلول عام 2020 وجعل دبي الوجهة الأولى للمسافرين بغرض الترفيه الدولي وكذلك المسافرين بغرض الأعمال. في عام 2018 ، تم توسيع الاستراتيجية من خلال تحديد أهداف جديدة لجذب 21-23 مليون زائر في عام 2022 ومن 23 إلى 25 مليون زائر بحلول عام 2025. لم تتحقق الأهداف الرئيسية لعامي 2013 و 2018 بسبب جائحة COVID-19.
أعاقت الحاجة إلى الحفاظ على صناعة السياحة فيها استجابة دبي لوباء COVID-19. إلى جانب COVID-19 ، تضرر قطاع السياحة في دبي أيضًا من زيادة الوعي الدولي بحالة حقوق الإنسان في الإمارة وخاصة معاملة الأميرة لطيفة بنت محمد آل مكتوم .
في نوفمبر 2022 أعلن الشيخ محمد بن راشد عن استراتيجية وطنية للسياحة حتى عام 2031. الهدف من الاستراتيجية هو جذب 100 مليار درهم من الاستثمارات السياحية الإضافية (بحيث تكون مساهمة قطاع السياحة 450 مليار درهم من الناتج المحلي الإجمالي لدبي في عام 2031) واستقبال 40 مليون نزيل فندقي في عام 2031. وتشمل الاستراتيجية 25 مبادرة وسياسة لدعم تطوير قطاع السياحة في الدولة.

وقد حلّت دبي في المرتبة الأولى عالمياً في جذب مشاريع الاستثمار الأجنبي الجديدة ورؤوس الأموال وفرص الأعمال الناجمة عنها في مجال السياحة خلال النصف الأول من عام 2024. كما استقبلت دبي بين يناير ويوليو من عام 2024 حوالي 10.62 مليون زائر دولي.

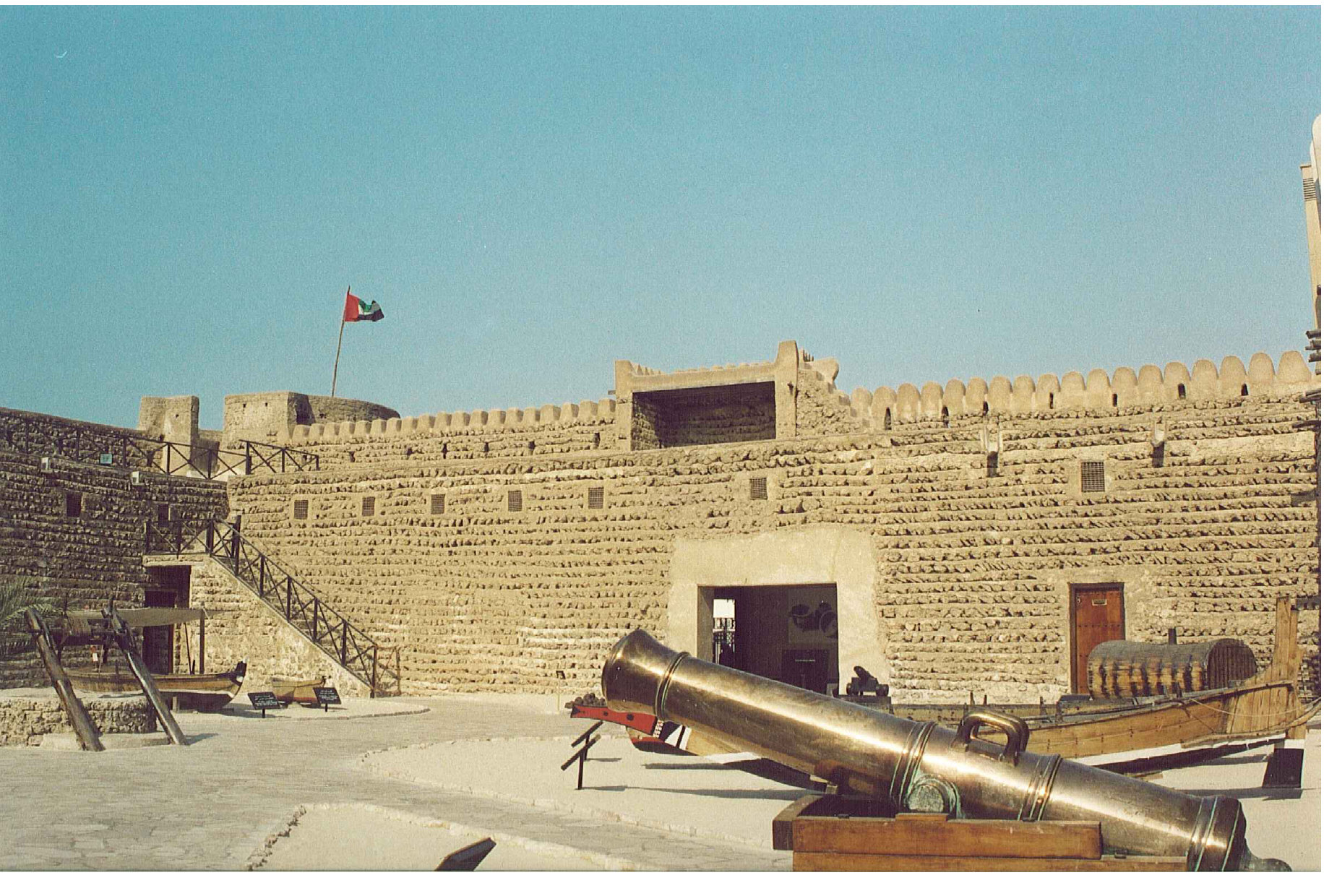
حصن الفهيدي في دبي.

## سياحة الأعمال
في 2002 أنشئ مكتب دبي للمؤتمرات (DCB) الذي يهدف لترويج لدبي كمقصد للأعمال وجذب المناسبات الرئيسية الاقتصادية في العالم  إلى دبي.
وفي عام  2024حافظت دبي على مركزها الأول عالمياً في استقطاب مشاريع الاستثمار الأجنبي المباشر الجديدة  وذلك وفق بيانات «فايننشال تايمز – إف دي آي ماركتس» حول أسواق الاستثمار الأجنبي المباشر.
حيث جذبت دبي في العام 2024 ما قيمته 52.3 مليار درهم (14.24 مليار دولار أمريكي) من مشاريع الاستثمار الأجنبي المباشر الجديدة، بما يمثل زيادة بنسبة 33.2 بالمئة عن الرقم المسجل في العام 2023 والبالغ 39.26 مليار درهم (10.69 مليار دولار أمريكي) 

## معالم الجذب السياحي
تعتبر دبي واحد من أشهر الوجهات السياحية اساسا بسبب معالم الجذب السياحي الحديثة التي تمتلكها.

برج خليفة ليلاً

### برج خليفة
يقع برج خليفة في مركز مدينة دبي ويشكل بارتفاعه الذي يبلغ 828 مترًا أطول برج في العالم شيده الإنسان. بدأ بناء برج خليفة ناطحة السحاب المثيرة للإعجاب في يناير 2004. بعد ست سنوات فتح المبنى ابوابه في يناير 2010. ومنذ ذلك الحين، أصبح رمزًا مميزًا لدولة الإمارات العربية المتحدة.
يحتوي البرج من الداخل العلى العديد من المكاتب والوحدات السكنية بالإضافة إلى بعض المطاعم والفنادق الفاخرة التي يمكن للزوار الإقامة فيها.

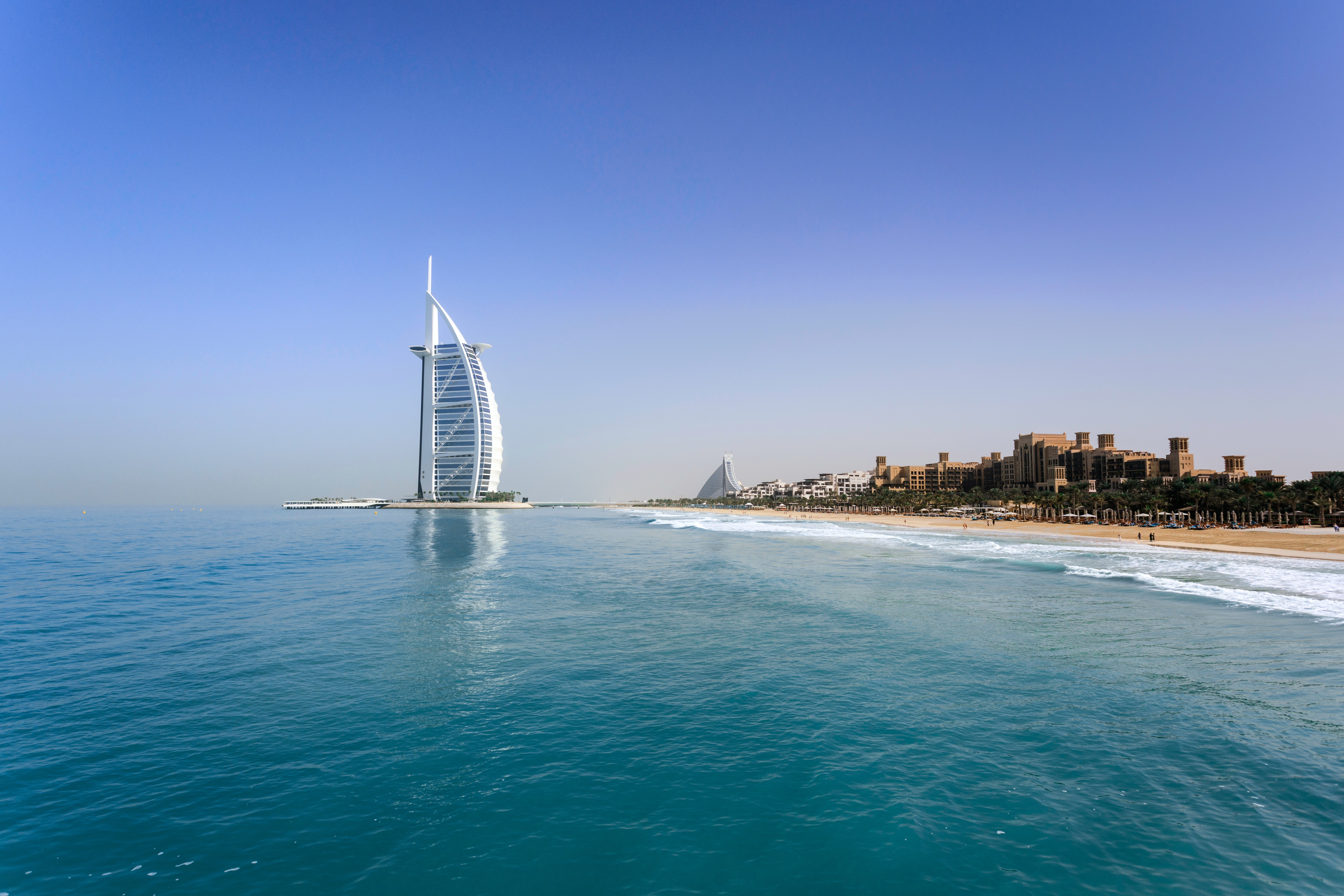
برج العرب

### برج العرب
برج العرب هو فندق أنشئ على جزيرة اصطناعية تبعد مئة متر عن شاطيء البحر في دبي على شكل شراع سفينة، بعلو ينقص ستين متراً فقط عن مبنى إيمباير ستييت في مدينة نيويورك في الولايات المتحدة الأمريكية، لينافس بعلوه الشاهق أعلى الأبنية في العالم، ويعتبر هذا الفندق من أجرأ المشاريع التي بادر بتبنيها الشيخ محمد آل مكتوم.

### دبي مول
دبي مول أو مول دبي هو ثاني أكبر مجمع تجاري في العالم من بعد إيران مول، وسادس أكبر مجمع تجاري حسب مساحة التأجير الإجمالية. يقع في مركز مدينة دبي يجوار برج خليفة، وهو ضمن مجمع برج خليفة (برج دبي سابقًا)، المشروع الذي تكلف إنشاؤه 20 مليار دولار، ويتكون المركز من 1200 محل تجاري.

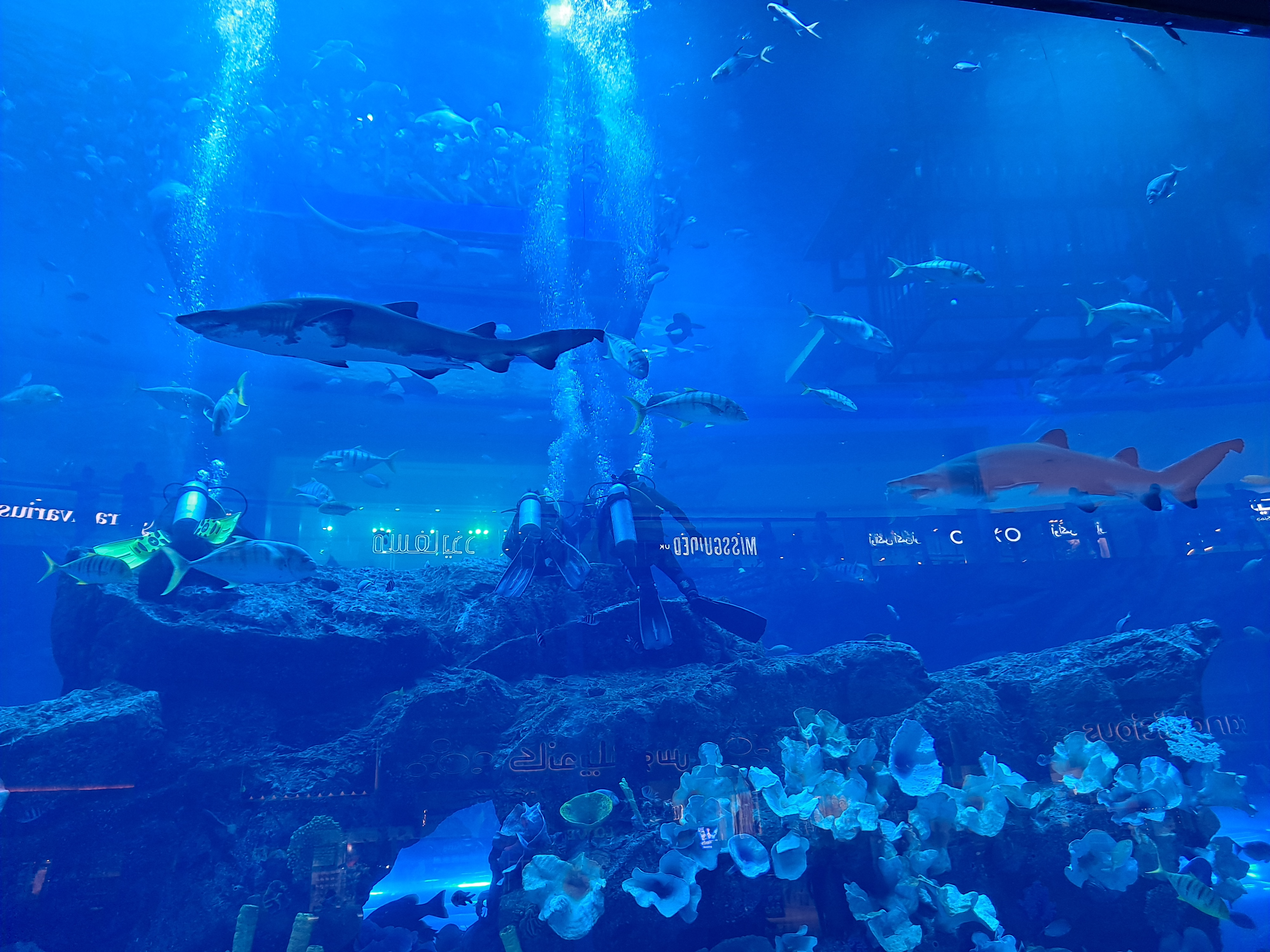
دبي أكواريوم

ساهم دبي مول مع العديد من المراكز التجارية الكبرى الأخرى مثل ابن بطوطة مول ومول الإمارات التي تضم أشهر الماركات العالمية في جعل دبي واحد من أشهر وجهات التسوق في العالم.
كما يضم مول دبي أماكن ترفيهية أخرى، مثل حوض دبي أكواريوم الضخم الذي تبلغ سعته 10 ملايين لتر من الماء بطول 51 متراً وعرض 20 متراً وارتفاع 11 متراً ويضم الآلاف من الكائنات البحرية، كما يحتوي على نفق يمتد بطول 48 متراً داخل الأكواريوم ويعتبر من أكبر الأحواض في العالم، وايضاً يضم المول حلبة تزلج على الجليد بطول 60 متراً وعرض 30 متراً.

### المحميات الطبيعية
توجد في دبي العديد من المحميات الطبيعية التي تعتبر من عوامل الجذب السياحي الهامة للشباب ولمحبي الطبيعة و الحياة البرية ومن هذه المحميات:

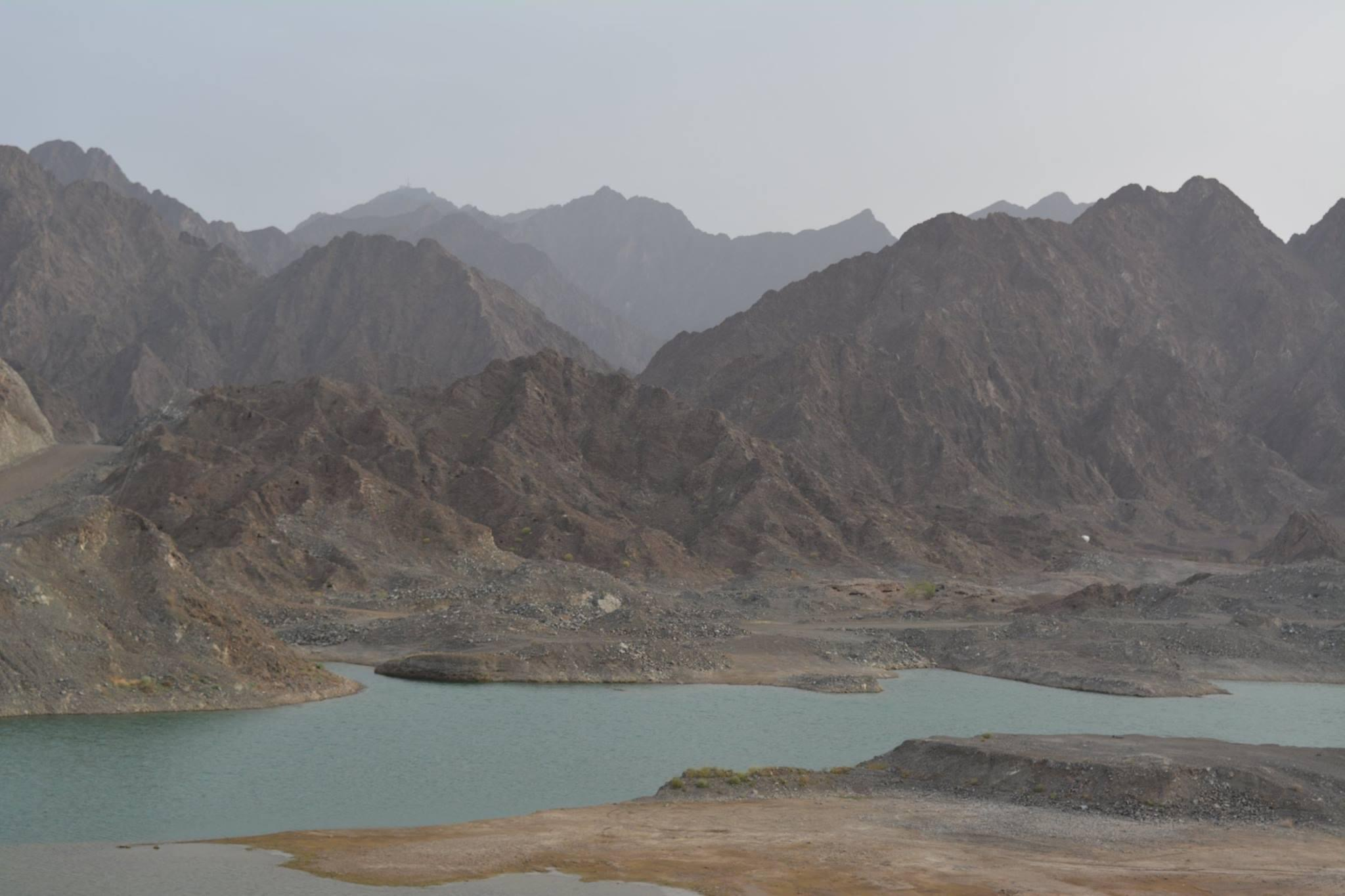
محمية حتا الجبلية

- محمية المرموم الصحراوية
- محمية حتا الجبليةمحمية جبل علي للحياة الفطرية

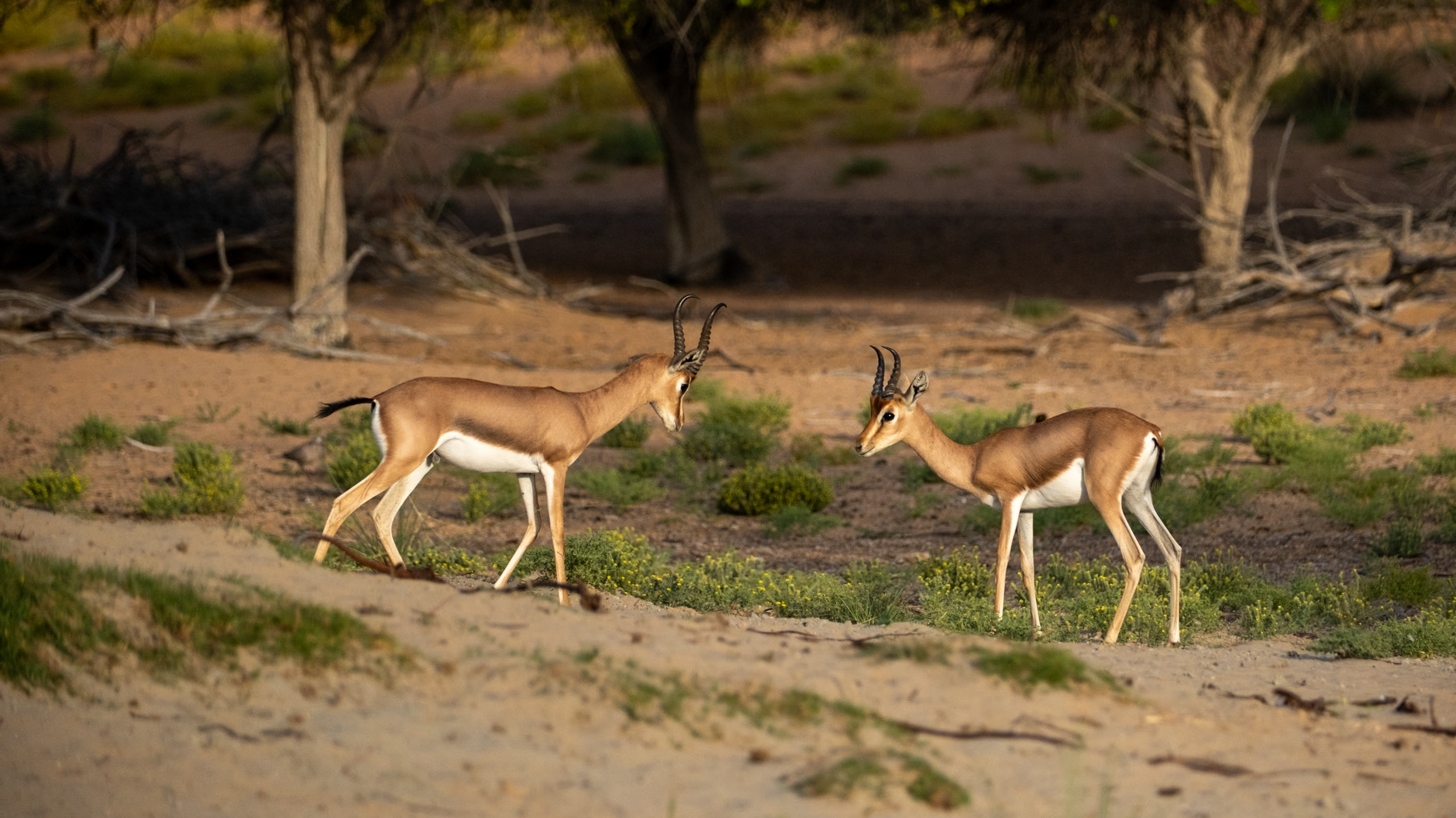
غزلان في محمية دبي الصحراوية

- محمية حتا الجبلية
- غزلان في محمية دبي الصحراويةمحمية دبي الصحراوية
- محمية الوحوش االصحراوية
- محمية غاف نزوى
- محمية جبل نزوى
- محمية رأس الخور

### متحف دبي
تم افتتاح متحف دبي ضمن حصن الفهيدي في العام 1971 والذي يقع في الجهة الجنوبية من خور دبي في منطقة السوق الكبير. يقدم المتحف لزواره نظرة شاملة عن تاريخ مدينة دبي القديمة و الحياة اليومية فيها والعادات والتقاليد ويحكي قصة التاريخ والماضي لهذه المدينة، كما أنه يحوي معارض تاريخية للبيوت القديمة والمساجد وأجواء السوق والبضائع التي كانت متداولة في الفترات السابقة. بالإضافة إلى أنه يعرض قطعاً أثرية قديمة يعود تاريخها إلى 3000 عام قبل الميلاد.

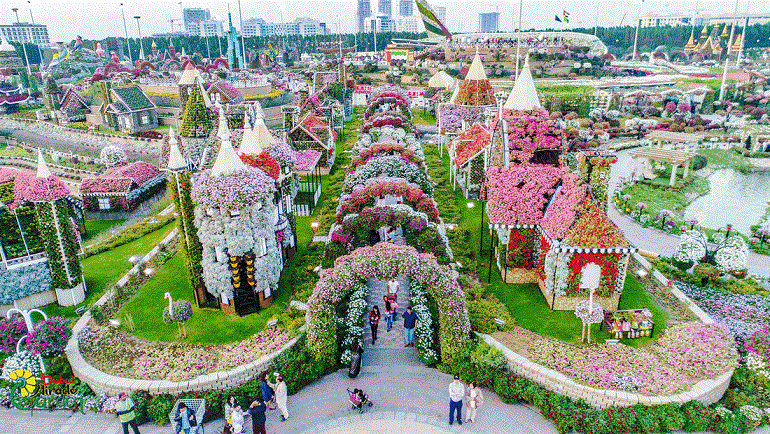
حديقة الزهور دبي

### سكاي فيو دبي
تقع سكاي فيو دبي على ارتفاع 219.5 متر وهي عبارة عن منصة تربط بين قمتي برجي العنوان - سكاي فيو، وتتميز بأرضية زجاجية على امتداد 25 متراً توفر إطلالة على داون تاون دبي وأفق المدينة، وهي تقدم تجارب سياحية في عدة مناطق منها، المنزلق الزجاجي وهو منزلق على شكل أنبوب زجاجي شفاف يمتد من ارتفاع 219.5 متر إلى ارتفاع 215.4 متر، وممشى الحافة والذي هو عبارة عن ممشى على المحيط الخارجي للمبنى.

### دبي هاربر
يعد "دبي هاربر" أكبر مراسي اليخوت في المنطقة، إذ يضم 700 رصيفا يمكنها أن تستضيف يخوتاً كبيرة يصل طولها حتى 160 متراً، وتقدم هذه الأرصفة حلولاً متكاملة للضيوف وأفراد الطواقم وتزودهم بأرقى الخدمات و  يجسد دبي هاربر ارتباط دبي الأصيل  بالبحر،ويتميز بمرافق عصرية وموقع حيوي تجعل منه الوجهة البحرية الأبرز والأكثر تفرداً في المنطقة.

### عالم آية
هي أول حديقة افتراضية ترفيهية في الإمارات وفي الوطن العربي، وتمتد على مساحة 4000 قدم مربعة في (مجمع وافي )، وتتكون تجربة «آية» من 12 محطة، تمتد لمدة ساعةالى ساعة ونصف الساعةمع نجوم الكون والبحيرات والتلال الخضراء وشلالات منطقة «ذا فولز»، وهي جميعها تجارب تفاعلية، تشجع على التفاعل مع الموسيقى والمرايا والأضواء و غيرها من الأنشطة

## السياحة الرياضية
قامت حكومة دبي باستضافة وتنظيم العديد من البطولات الدولية أهمها:
- كأس دبي العالمية - أغنى سباقات الخيول في العالم.
- بطولة الغولف
- دبي ديزرت كلاسيك
- بطولة دبي للتنس
- سباق زوارق العالم للزوارق السريعة
- سباعيات الرجبي
- رالي دبي الدولي
- بطولة دبي للسنوكر الكلاسيكي
- رالي الإمارات الصحراوي
- ماراثون ستاندرد تشارترد دبي

## السياحة العلاجية في دبي
تمكنت  دبي من جذب السياح للعلاج من أوروبا وشرق آسيا، ووفرت الرعاية للسياح الذين لديهم تأمين صحي دولي، حيث مكنتهم من تلقي الخدمة العلاجية بسهولة في مستشفيات الإمارة.فقد وصل  العدد إلى 500 ألف سائح قدموا للعلاج في 2024 .
وقد  جاء تخصُّص طِبّ الأسنان في المرتبة الأولى بعدد السُّيّاح الصحِّيّين بنسبة 29%، يليه تخصُّص الأمراض الجلدية بنسبة 27%، ثمّ طِبّ النساء بنسبة 13%، بالإضافة إلى إقبال السُّيّاح على بعض التخصُّصات الطبِّية الأخرى، مثل: الجراحات التجميلية، وجراحة العظام، وطِبّ العيون، والاستشفاء والتعافي، وعلاج الخصوبة. 
كما أطلقت  هيئة الصحة بدبي  بوابة تجربة دبي الصحية (DXH) المنصة السياحية العلاجية الأولى عالمياً. وتوفر لمرتادي السياحة العلاجية سهولة الوصول إلى معلومات متكاملة عن الرعاية الصحية عالية الجودة وخدمات السفر والتأشيرة و باقات علاجية تم تصميمها مع عدد من منشآت الرعاية الصحية المتميزة الخاصة والعامة 

## ختم دبي للسياحة المستدامة
ختم دبي للسياحة المستدامة هو عبارة عن ختم أطلقته دائرة الاقتصاد والسياحة في إمارة دبي، حيث يُمنَح لتكريم الفنادق والمنشآت الفندقية التي تحرص على تحقيق أعلى نسبة التزام بمعايير الاستدامة التاسعة عشر المُعتمدة من قبل دائرة الاقتصاد والسياحة في دبي، وذلك تعزيزاً لمكانة دبي كإحدى وجهات السياحة المستدامة الرائدة عالمياً، 
وقد أعلنت دائرة الاقتصاد والسياحة بدبي عن منح ختم دبي للسياحة المستدامة لـ 70 فندقاً في مختلف أنحاء الإمارة، لتكريم الفنادق الأكثر التزاماً بمعايير الاستدامة الـ 19 المعتمدة من قبل الدائرة

## إحصائيات
عدد زوار امارة دبي حسب الجنسية سنة 2017
| الترتيب | الدولة أو المنطقة | عدد السائحين (بالألف) |
| ------- | ----------------- | --------------------- |
| 1       | الهند             | 2,073                 |
| 2       | السعودية          | 1,529                 |
| 3       | المملكة المتحدة   | 1,265                 |
| 4       | سلطنة عمان        | 862                   |
| 5       | الصين             | 764                   |
| 6       | الولايات المتحدة  | 633                   |
| 7       | باكستان           | 598                   |
| 8       | ألمانيا           | 506                   |
| 9       | إيران             | 503                   |
| 10      | الفلبين           | 405                   |
| 11      | الكويت            | 402                   |

اجتذبت دبي 13.2 مليون زائر في عام 2014. وفقًا للمجلس الوطني للسياحة والآثار، في عام 2017 كان هناك 15.79 ملايين سائح يزورون دبي. وقد وصل عدد السياح في العام 2022 إلى 14.36 بعد تعافي قطاع السياح من جائحة كورونا.
وفي عام 2023 ازداد عدد الزوار الدوليين لمدينة دبي بنسبة 19.4 بالمئة مقارنة بالعدد في عام 2022 حيث بلغ 17.15 مليون زائر دولي
وفي العام 2024، استقبلت دبي أكثر من 18,72 مليون زائر دولي، بزيادة قدرها 9 بالمئة مقارنة بالعام 2023
| السنة | اجمالي عدد الزوار (بالملايين) |
| ----- | ----------------------------- |
| 2015  | 14.2                          |
| 2016  | 14.87                         |
| 2017  | 15.79                         |
| 2018  | 15.92                         |
| 2019  | 16.73                         |
| 2020  | 5.5                           |
| 2021  | 7.28                          |
| 2022  | 14.36                         |
| 2023  | 17.15                         |
| 2024  | 18.72                         |

## الجوائز
- تم اختيار دبي كأفضل وجهة للتسوق وأفضل وجهة للمعارض في الدورة الـ 31 من حفل جوائز السفر العالمية الذي أقيم في شهر نوفمبر 2024[38]
- فاز ميناء راشد  بجائزتين مرموقتين هما جائزة "ميناء الرحلات البحرية الرائد في الشرق الأوسط"، وجائزة "ميناء الرحلات البحرية الرائد في العالم" خلال الحفل السنوي لتوزيع جوائز السفر العالمية 2022[39]

- تصدر مطار دبي الدولي قائمة أفضل المطارات العالمية، كماتصدّر قائمة أكثر المطارات الدولية إشغالا عالميا طوال 10 سنوات، وذلك وفقاً لإحصاءات مجلس المطارات الدولي لعام 2023[38][40]

## روابط خارجية
- بوابة تجربة دبي الصحية (DXH)